# 納瑟湖
51°11′19.1″N 9°14′56.2″E / 51.188639°N 9.248944°E
納瑟湖（德語：Nasser See），是德國的湖泊，位於該國中部，由黑森州負責管轄，處於施瓦爾姆-埃德爾縣，長0.04公里、寬0.03公里，海拔高度370米。